# أنتيغونوس الثاني غوناتاس

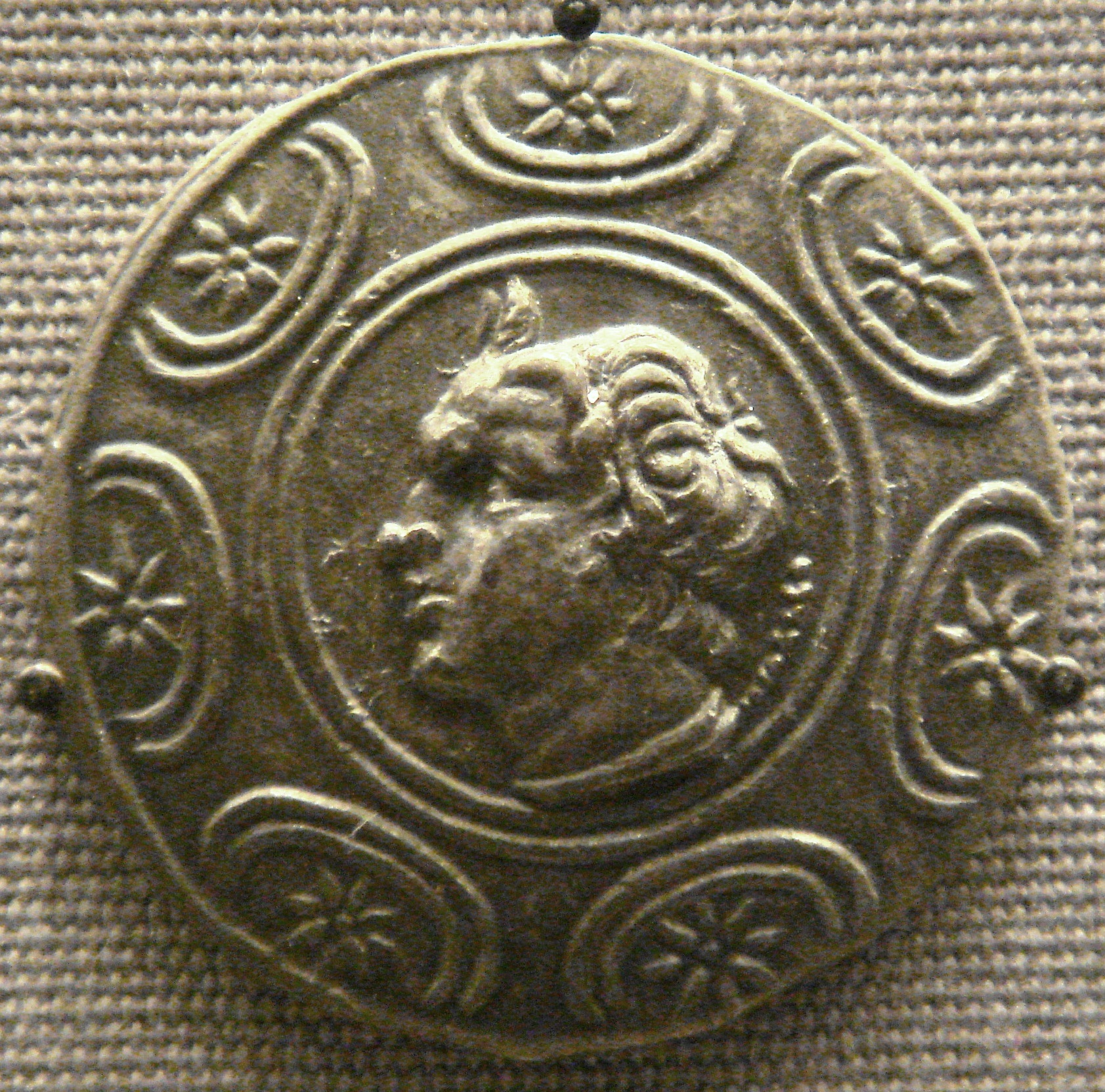
صورة أنتيغونوس غوناتاس على عملة موجودة في المتحف البريطاني

أنتيغونس الثاني غوناتاس (حوالي 319 – 239 ق م) هو أحد ملوك مقدونيا القديمة وهو ابن ديميتريوس بوليوركيتس وحفيد أنتيغونوس الأول مونوفثالموس.

## حياته
ارتقى أنتيغونس لعرش مقدونيا عند موت ابيه عام 283 ق م، ولكنه لم يتمم سيطرته على العرش حتى العام 276 ق م، بعد أن كان تحت يد كاسندر وليسيماخوس وبطليموس وسلوقس. واستطاع أن يرد غزوا قامت به قبائل الغال، واستمر حكمه متزعزعا على مقدونيا حتى العام 274 ق م عندما عاد بيروس الإبيري من إيطاليا، وجعل نفسه في السنة التالية سيدا على كل المنطقة. وعند تقدم بيروس نحو البيلوبونيز، استعاد أنتيغونس أملاكه. وطرد مجددا من مملكته (بين عامي 263 إلى 255 ق م) من قبل ألكساندر بن بيروس قبل أن يستعيدها مجددا.
الجزء الأخير من عهده كان يعمه السلام بعض الشيء، كما اكتسب تعاطف شعبه باستقامته ورعايته للفنون. وجمع حوله رجال الأدب البارزين من فلاسفة وشعراء ومؤرخين. ومات في سن الثمانين من عمره والرابعة والأربعين من عهده.

## اللقب
لقبه غوناتاس قد اشتقه على الأغلب الكتاب اليونانيون اللاحقون من مكان يقال أنه مسقط رأسه وهو غوني أو غونوس في ثيساليا (وهي الآن غونوي)؛ والبعض يقول أنها كلمة مقدونية تدل على صفيحة حديدية لحماية الركبة؛ ولكن كلا من التسفسيرين قد لا يوافق مقتضى الحال، وبجهلنا باللغة المقدونية فسيبقى اللقب غير مفسر.